# 星影
「星影」（ほしかげ）は、DEEPの11枚目のシングル。2013年7月24日にrhythm zoneから発売された。

## 概要
- 前作の｢夜風」から約7か月後のシングルである。
- 「CD+DVD」「CDのみ」の2形態で発売。
- 今回のシングルは「CD+DVD」「CDのみ」で収録されている楽曲が異なる。

## 収録曲

### CD+DVD
CD
1. 星影 [4:25]
（作詞：TAKE from Skoop On Somebody、作曲：Seiji Omote、編曲：Seiji Omote・Yasuhiro Kasahara）
  - TBS系テレビ『ひるおび!』7月度エンディング・テーマ
2. Spirit [4:05]
（作詞：SHIROSE from WHITE JAM・GASHIMA from WHITE JAM・NIKKI from WHITE JAM、作曲・編曲：SHIROSE from WHITE JAM・SOUNDWAVE）
  - 福岡ソフトバンクホークスオフィシャルダンスチーム「ハニーズ」オープニングダンスソング
3. Tell Me It's Real [4:48]
（作詞・作曲：Joel Lamont Hailey・Richard Cedric Hailey・Rory A.Bennett、編曲：Jeff Miyahara・福田貴史）
4. 星影（Instrumental）
5. Spirit（Instrumental）
6. Tell Me It's Real（Instrumental）

DVD
1. 星影（Video Clip）
2. 星影（Making）

### CDのみ
CD
1. 星影
2. Spirit
3. 君ナミダ [4:45]
（作詞・作曲・編曲：Naoto Okabe）
4. 星影（Instrumental）
5. Spirit（Instrumental）
6. 君ナミダ（Instrumental）